# Crotalaria flavicoma
Crotalaria flavicoma är en ärtväxtart som beskrevs av George Bentham. Crotalaria flavicoma ingår i släktet sunnhampor, och familjen ärtväxter. Inga underarter finns listade i Catalogue of Life.